# Paulo Castilho (jornalista)
Paulo Castilho (Sorocaba, 6 de outubro de 1976) é um jornalista e videorrepórter brasileiro, trabalhando na TV Cultura de São Paulo desde 2000. Também atua como pesquisador e agente de divulgação e consolidação da linguagem da videorreportagem.
Em 2001 fundou a primeira empresa de videorrepórteres do país, a R2Digital, extinta em janeiro de 2007. A ideia surgiu depois de reuniões com Marcelo Guedes e Paulo França. Em 2003 ajudou a criar a Oficina de Videorrepórteres. Foi um dos primeiros cursos no país direcionado a ajudar na formação de uma nova geração de jornalistas, mais adaptados a essa realidade digital, trazida pelos equipamentos menores de gravação e edição em vídeo. Em 2007, a ideia foi levada para o curso livre de videorreportagem do Senac de São Paulo.
Em 2004 teve um trabalho selecionado para o V Congresso Ibero Americano de Jornalismo na Internet, realizado na UFBA.
Como pesquisador do tema videorreportagem, já colaborou com diversos trabalhos acadêmicos, palestras em semanas de comunicação e matérias sobre o assunto no país.
Devido à escassa bibliografia sobre o tema videorreportagem, colaborou com o jornalista Heródoto Barbeiro, cedendo informações e material de pesquisas para o capítulo 7 do Manual de Telejornalismo: os segredos da notícia na TV, da editora Campus, o primeiro livro do gênero que apresenta um capítulo exclusivo dedicado ao tema videorreportagem.
Atualmente, produz matérias para o Metrópolis, mas já fez matérias para diversos outros programas jornalísticos, como Diário Paulista, Jornal da Cultura, Vitrine, Cultura Meio-Dia, Matéria Pública, Hora do Esporte e Grandes Momentos do Esporte, entre outros.